# 金铁木
金铁木（1971年—），甘肃兰州人，中国纪录片导演、编剧、制片人，专注于历史题材。代表作有《复活的军团》、《圆明园》、《玄奘之路》、《大明宫》等